# Charlie Morrow
Charlie Morrow (* 9. Februar 1942 in Newark, New Jersey) ist ein US-amerikanischer Komponist und Klangkünstler.

## Leben und Werk
Charlie Morrow wuchs als Sohn zweier Psychiater in Rutherford und Passaic auf. Im Alter von zehn Jahren begann er Trompete zu spielen. Es folgten Muschel, Kuh- und Ziegenhörner, Maultrommel, Okarina und selbstgebaute Instrumente. Morrow studierte von 1958 bis 1962 an der Columbia University bei dem Komponisten Otto Luening und dem Musikethnologen Willard Rhodes, der Morrow mit Mündlicher Überlieferung und dem Schamanismus bekannt machte. Anschließend nahm Morrow bei Stefan Wolpe und William Jay Sydeman ein Studium der Komposition auf und schloss es 1965 am Mannes College of Music ab.
Morrow lernte Musiker aus der New Yorker Szene kennen, darunter Philip Corner, und die Fluxus-Künstler John Cage und Alison Knowles. Morrow war Mitglied des Tone Roads Chamber Ensemble, welches von Corner, James Tenney und Malcolm Goldstein gegründet wurde. 1964 lernte Morrow den Ethnopoeten Jerome Rothenberg kennen. Zwischen 1974 und 1989 waren sie gemeinsam Direktoren der „New Wilderness Foundation“. Diese Stiftung förderte Konzerte, Tonbandaufnahmen und das EAR Magazin (Herausgeber: Beth Anderson, R.I.P. Hayman, Charles Shere, Peter Wetzler, Carol Tuynman). 
1969 schrieb Morrow den Soundtrack für den Film Moonwalk One und 1987 für „Beyond Day and Night“. 
1974 gründeten Morrow und Carol Weber die „New Wilderness Preservation Band“ mit Joan La Barbara und Bruce Ditmas, Harvie Swartz und Hochwürden Paul Abels.
Charlie Morrow arbeitete auch kommerziell. Er war für John Hammond bei Columbia Records tätig und gründete eines der ersten privaten Studios für Elektronische Musik und arbeitete zusammen mit Simon & Garfunkel, The Rascals, Vanilla Fudge, „The Balloon Farm“ und produzierte Jingles.
1981 spielte Morrow in London mit Derek Bailey und begleitete einige Dichter musikalisch, darunter Allen Ginsberg. Morrow und der schwedische Lautdichter Sten Hanson organisierten das „12. Internationale Sound Poetry Festival“ in New York City. Jerome Rothenberg, Adriano Spatola, Charles Amirkhanian, Beth Anderson, Bernard Heidsieck, John Giorno und Jackson Mac Low gehörten zu den Teilnehmern.
Mit experimenteller Musik erreichte er ein großes Publikum. Eine Aufsehen erregende Veranstaltung war „Toot’N Blink“ im New Yorker Hafen zwischen Battery Park und der Freiheitsstatue. Installationen realisierte er im Kennedy Space Center, Empire State Building und im American Museum of Natural History. 
Morrow hat zahlreiche Vorträge gehalten, unter anderem bei der „The Aspen Design Conference“, an der Columbia University, am Oberlin College, an der Helsinki University of Technology, der Universität Kopenhagen, der Cornell University und am Central Saint Martins College of Art and Design. Er nahm u. a. teil an der documenta 8 und beim „New York Sound Cube“, der 2004 in The Kitchen stattfand.
„MorrowSound® True 3D“ ist die jüngste Firma von Charles Morrow, die auf 3D sound spezialisiert ist.
Charlie Morrow lebt und arbeitet mit seiner Partnerin, der Übersetzerin und Autorin Maija-Leena Remes, in Helsinki, Finnland, und Barton, Vermont.